# 재럽 도플레이즈
재럽 도플레이즈(Jareb Dauplaise, 1979년 3월 18일 ~ )는 미국의 배우이다.